# عثمان بن فودي
عثمان بن فودي (تلفظ [عُثْمَانْ طَࢽْ ࢻُودِیُواْ]) هو مجدد وعالم دين نيجيري كان مالكي المذهب وأشعري العقيدة متصوفا على الطريقة القادرية، تأثر بدعوة محمد بن عبد الوهاب وصار من أتباع دعوته عن طريق قراءة كتبه .

## نشأته
- نشأ عثمان في أسرة مهتمة بالعلوم الشرعية والدعوة الإسلامية، وكان العديد من أفراد أسرته من العلماء والدعاة. تلقى تعليمه المبكر في القرآن الكريم، ودرس العلوم الشرعية واللغوية على يد والده وأقربائه، كما ارتبط بعدد من العلماء المعروفين في منطقته، واستمر في تحصيله العلمي حتى بلغ مكانة علمية بارزة في مجتمعه.

## شيوخه
1. والده الشيخ محمد فودي: أخذ عنه القرآن الكريم.
2. والدته حواء بنت محمد بن عثمان.
3. جدته رقية بنت العالم محمد بن سعد.
4. الشيخ عثمان المعروف ببِدوُ الكَبَوِيّ،: أخذ عنه العشرينيات ونحوها.
5. الشيخ عبد الرحمن بن حَـمـَّــدا: أخذ عنه في علم النحو خلاصة الكافية الشافية (الألفية)، لابن مالك.
6. عمه وخاله الشيخ عثمان المعروف ببدُور بن الأمين بن عثمان: أخذ عنه في الفقه المالكي: المختصر في الفقه للخليل بن إسحاق المالكي المصري.
7. الشيخ العلامة أبو الأمانة جبريل بن عمر: صحبه نحو سنة: إخذ عنه الكثير من العلوم، وأجازه جميع مروياته في: القرآن الكريـــــم، الصحاح الستة، فقه المذاهب الأربعة، الشمائل للإمام الترمذي، الموطأ للإمام مالك، الجامع الصغير لجلال الدين السيوطي، كتاب الشفا للقاضي عياض اليحصبي، دلائل الخيرات للشيخ محمد بن سليمان الجزولي، أحزاب الشيخ أبي الحسن الشاذلي القادري، وألبسه الخرقة الصوفية القادرية بسنده المتصل إلى الشيخ عبد القادر الجيلاني.
8. ابن خاله الشيخ أحمد بن محمد بن الأمين: أخذ عنه التفسير.
9. الشيخ العلامة هاشم الزنفري: سمع منه تفسير القرآن من أوله إلى آخره، وصحبه في ذلك الوقت أخوه الشيخ عبد الله بن فودي.
10. خاله وعمه الشيخ الحاج محمد بن راج بن مودبُّ: أخذ عنه في علم الحديث الصحيح للإمام البخاري، وأجازه جميع مروياته مما أخذه من شيخه المَدَني السِنْديّ الأصل أبي الحسن علي.

## أقوال بعض العلماء عنه
- الشيخ ولديد أو ولوند (توفي بعد عام 1000هـ بقليل): قيل أنه قال لجماعته: «قد أظلكم زمان ولي من أولياء الله يظهر في هذه البلاد، يجدّد الدين، ويحي السنة، ويقيم الملة، فمن أدركه فليتبعه، فعلامته: أنه يجاهد أولا باللسان، حتى يتبعه أكثر الموفقين، ثم يجاهد بالسنان، ويملك هذه البلاد، وليخرجنّ أمير (برنو) من داره كما أخرجونا من ديارنا، ويملكها».
- الشيخ العلامة الطاهر بن إبراهيم فيرمَّ (ت1160هـ): روى عنه الثقاة بسنده إلى الشيخ ولديد المذكور أنه قال: «قد أظلكم زمان ولي من أولياء الله، يظهر في هذه البلاد، يجدّد الدين للبرية، ويفشى العلم، وينصر السُّنة».
- الصالحة أمّ هانئ الفلانية، روي أنها قالت: «يظهر في هذا القطر السوداني ولي من أولياء الله، يجدد الدين ويحي السنة ويقيم الملّة ويتبعه الموفقون، ويشتهر في الآفاق ذكره، ويقتدي العام والخاص بأمره، ويشتهر المنتسبون إليه بالجماعة، ومن علامتهم: أنهم لا يعتنون برعي البقر كعادة الفلاتيين، ومن أدرك ذلك الزمان فليتبعه».
- الشيخ مختار بن أحمد الكنتي القادري، روي أنه قال: «..سيدنا عثمان بن فودي ولي من أولياء الله، وجهاده حقّ، وسيملك هذه البلاد».
- الشيخ العلامة عبد الله بن فودي كان يقول عن أخيه: «..وحصل لي بحمد الله التبصّر في الدين من فيضان نوره، ومن تؤاليفه المفيدة العربية والعجمية، فما ألّف كتابا من أول تؤاليفه إلى الآن إلا كنت أول من نقله عنه غالبا، وصحبته حضرا وسفرا؛ ما فارقته مذ أنا يافع إلى أن حصل لي الآن قريب من خمسين سنة، والحمد لله على ذلك».
- الشيخ العلامة محمد بللو، يقول عن والده: «كان صلبا في الدين، لا تأخذه في الله لومة لائم، يحكم بالقسط والعدل ولو في القربى، لا تأخذه حمية الجاهية، بل لا يزيغ عن الحق».

## وزراؤه
1. الشيخ عمر الكموني، وهو: «..صاحبه التقي الرضي، الصوفي.. صاحب الإشارات السنية، والعبارات الجميلة، صحب الشيخ أولا، وآزره وخدمه، وله عند الشيخ مكانة».
2. الشيخ أبو محمد عبد الله بن فودي (شقيقه)، وهو: "..وزيره الأكبر، وركنه الأبهر.. العالم العلامة، النظار الفهامة، شيخنا البركة المصنف المفسر المحدث، الراوية الحافظ، المقرئ المجوّد، النحوي اللغوي.
3. الشيخ محمد ثنبُ: وهو: «... العالم العلامة، الفقيه النبيه، إمام المسجد، من أصحاب الشيخ، ولي أمر خطة الإمامة والقضاء، واستشهد بـ (ننشو)».

## مؤلفاته
- 1.اتباع السنة وترك البدعة.
- 2.اتباع الكتاب والسنة والإجماع، ودليل اجتناب البدعة لمن يدين الإسلام.
- 3.الأجوبة المحررة من الأسئلة المقررة في وثيقة شيصمص.
- 4.إحياء السنة وإخماد البدعة.
- 5.آداب العبادات والعادات.
- 6.إرشادات فقهية.
- 7.أرشاد الإخوان إلى أحكام خروج النسوان.
- 8.إرشاد الامة إلى تيسير الملة.
- 9.إرشاد السالك الرباني إلى أحوال عبد القادر الجيلاني.
- 10.إرشاد العباد إلى أهم مسائل الجهاد.
- 11.إرشاد أهل التفريط والإفراط إلى الصراط.
- 12.أسانيد الضعيف المتشفع بمشافعة أحمد الشريف.
- 13.أسانيد الفقير المعترف بالعجز والتقصير في بعض ما أخذ بالقراءة أو الإجازة.
- 14.الأصول التي في كتاب العلامة أحمد زروق.
- 15.أصول الدين.
- 16.أصول الشريعة.
- 17.أصول الطريق.
- 18.أصول العدل لولاة الأمور وأهل الفضل.
- 19.أصول الولاية وشروطها.
- 20.إعداد الدعاة.
- 21.إفادة الإخوان.
- 22.إفهام المنكرين عليّ فيما أمروا الناس به وما نهوهم عنه.
- 23.اقتباس العلم.
- 24.الله إن دار تريم فيداج دورما (قصيدة بالفلانية).
- 25.أمر أشراط الساعة.
- 26.الأمر بالمعروف والنهي عن المنكر.
- 27.الأمر بموالاة المؤمنين والنهي عن موالاة الكافرين.
- 28.إن غت الله (قصيدة بالفلانية).
- 29.إن دوم ينغ الله همايتا (قصيدة بالفلانية).
- 30.الله شاهيد (قصيدة بافلانية).
- 31.بسم الله يا رحمن (بالفلانية).
- 32.بنج غد (بالفلانية).
- 33.بنج هوسا (بالفلانية).
- 34.بيان البدع الشيطانية التي أحدثها الناس في أبواب الملة المحمدية.
- 35.بيان وجوب الهجرة على العباد وبيان نصب الإمام وإقامة الجهاد.
- 36.بيان وجوب الهجرة وتحريم موالاة الكفرة.
- 37.تبت حقيقة (بالفلانية).
- 38.تبشير الأمة الأحمدية لبيان بعض المناقب القادرية.
- 39.تبصرة المبتدئ وتذكرة المنتهي.
- 40.تحذير أهل الإيمان من التشبيه بأهل الكفر والعصيان.
- 41.تحذير الإخوان من المهدية الموعودة آخر الزمان.
- 42.تحفة الحبيب للحبيب.
- 43.تحقيق العصمة لجميع طبقات هذه الأمة.
- 44.تخميس أيا من له إعلاء العلاء.
- 45.تخميس تكدوم الله (بالفلانية).
- 46.ترغيب عباد الله في حفظ علوم دين الله.
- 47.ترويح الأمة ببيان تيسير الملة.
- 48.تطبيب قلوب الأمة الأحمدية بذكر بعض القصائد الأحمدية.
- 49.تعليم الإخوان بالأمور التي كفرنا بها ملوك السودان.
- 50.تلخيص أسرار كلام المحاسبي.
- 51.تمييز المسلمين من الكافرين.
- 52.تمييز أهل السنة وأنصار الرحمن.
- 53.تنبيه الإخوان على أحوال أرض السودان.
- 54.تنبيه الإخوان على جواز اتخاذ المجلس لأجل تعليم النسوان علم فروض الأعيان من دين الله تعالى الرحمن.
- 55.تنبيه الأمة على قرب هجوم أشراط الساعة.
- 56.تنبيه الجماعة على أحكام الشفاعة.
- 57.تنبي الحكام.
- 58.تنبيه الطلبة على أنّ الله معروف بالفطرة.
- 59.تنبيه الغافلين.
- 60.تنبيه الغافلين على حكم تاريخ الدنيا.
- 61.تنبيه الغافلين وأحاديث السلف الصالح.
- 62.تنبيه الغافلين وتنظيم الأخبار وبديع الآثار.
- 63.تنبيه أهل الفهوم على وجوب اجتناب الشعوذة والنجوم.
- 64.تنزيه ربنا القدوس على كل ما يخطر في النفوس.
- 65.توفيق المسلمين على حكم مذاهب المجتهدين الذين كانوا من أهل السنة المتقين.
- 66.جمع قصص فيها ذكر بعض أبيات المحصل لابن زكريا.
- 67.حصن الإفهام من جيوش الأوهام.
- 68.حقيقة الإيمان والإسلام.
- 69.حكم جهاد بلاد الهوسا.
- 70.الحمد لله دوكلماج بسراك (بالفلانية).
- 71.الخبر الهادي إلى أمر الإمام المهدي.
- 72.دالية الشيخ عثمان (القصيدة الدالية).
- 73.دعوات الشيخ.
- 74.دعوة العباد إلى كتاب الله.
- 75.دلائل الشيخ عثمان.
- 76.دواء الوسواس والغفلات في الصلاة وقراءة القرآن والدعوات.
- 77.دوليايل (قصيدة بالفلانية).
- 78.رجوع الشيخ السنوسي عن التشديد إلى التقليد في قواعد التوحيد.
- 79.رسالة إلى الشيخ محمد الأمين الكانمي.
- 80.رسالة إلى يعقوب في مدح القرآن الكريم.
- 81.رفع الاشتباه.
- 82.رفع الشبهات بالتشبه بالكفرة والظلمة.
- 83.سراج الإخوان في أهم ما يحتاج إليه في هذا الزمان.
- 84.السلسل الذهبية للسادة الصوفية.
- 85.السلاسل القادرية.
- 86.سوق الأمة إلى اتباع السنة.
- 87.سوق الصديقين إلى حضرة القدس.
- 88.شفاء الغليل فيما أشكل من كلام شيخ شيوخنا جبريل
- 89.شفاء الناس من الداء.
- 90.شفاء النفوس.
- 91.شمس الإخوان يستضيئون به بها في أصول الأديان.
- 92.طريق الجنة.
- 93.عدد الداعي إلى دين الله.
- 94.عقيدة العوام.
- 95.علوم المعاملة.
- 96.عمدة البيان في العلوم التي وجبت على الأعيان.
- 97.عمدة العباد فيما يدعي الله به من جهة الصلاة والصوم وتلاوة القرآن.
- 98.عمدة العلماء.
- 99.عمدة المتعبدين.
- 100.فائدة.
- 101.الفتاوى للسائل.
- 102.فتح البصائر لتحقيق علوم البواطن والظواهر.
- 103.الفرق بين علم أصول الدين وبيان علم الكلام.
- 104.الفرق بين ولاية أهل الإسلام وبين ولاية أهل الكفر.
- 105.فكافكار (بالفلانية).
- 106.فند نور (بالفلانية).
- 107.قصيدة الشيخ عثمان إلى [الشيخ] مختار الكنتي.
- 108.قطع الخصام الذي يقع بين طلبة علم الكلام.
- 109.قواعد الصلاج إلى الفلاح.
- 110.قواعد الصلاة.
- 111.قواعد طلب الوصول إلى الله.
- 112.كتاب الآداب.
- 113.كتاب الأصول التي في كتاب العلامة المحاسبي.
- 114.كتاب التفرقة بين الوعاظ المهتدين وبين الوعاظ المذمومين.
- 115.كتاب الفرق.
- 116.كتاب المسائل.
- 117.كتاب الورد.
- 118.كتاب مدة الدنيا.
- 119.كشف ما عليه العمل من الأحوال.
- 120.كف الطالبين عن تكفير عوام المسلمين.
- 121.كفاية المسلمين.
- 122.كفاية المهتدين.
- 123.المحظورات.
- 124.مديت الله جنلك جيد وسيلة (بالفلانية).
- 125.مرآت الطلاب في مسند أبواب دين الله الوهاب.
- 126.مرآت الفرائض.
- 127.مسائل مهمة يحتاج إلى معرفتها أهل السودان.
- 128.مصباح المهتدين.
- 129.مصباح أهل هذه الأزمان من أهل بلاد السودان.
- 130.معراج العوام إلى سماء علم الكلام.
- 131.ملخص من أسرار كلام الشيخ الفقيه المحاسبي.
- 132.منهاج العابدين.
- 133.مواضع أوهام الطلبة في كتب الكلام لعلماء الملة.
- 134.مورنور (بالفلانية).
- 135.حيتي بند كموج (بالفلانية).
- 136.ميتيم الله (بالفلانية).
- 137.ميتيم الله يا محمود (بالفلانية).
- 138.ميتيم الله يا حواب غيتي (بالفلانية).
- 139.نجم الإخوان يهتدون به بإذن الله في أمور الزمان.
- 140.نصائح الأمة المحمدية لبيان الفرق الشيطانية التي ظهرت في بلادنا السودانية.
- 141.نصيحة أهل الزمان لأهل السودان من الأعراب والأعجام في جميع البلدان.
- 142.نور الألباب.
- 143.هداية الطالبين.
- 144.هداية الطلاب.
- 145.هل لي مسير نحو طيبة.
- 146.وثيقة الإخوان لتبيين دلالات وجوب اتباع الكتاب والسنة والإجماع.
- 147.وثيقة الجواب على سؤال دليل منع خروج النساء.
- 148.وثيقة إلى جماعة المسلمين.
- 149.وثيقة أهل السودان.
- 150.ولما بلغت ستا وثلاثين سنة.
- 151.ولما بلغت (في الورد العثماني القادري).
- 152.يا الله (قصيدة بالفلانية).

## وفاته
توفي عام (1232هـ)، الموافق (1817م)، بعد مرض استمر به سنة، وعمره (63) سنة، وخلفه ابنه الشيخ الإمام محمد بَللو.

## دعوته الإصلاحية
روى عنه الشيخ محمد بَللو بقوله: «..وأخبرني أنه حين حصل له الجذب الإلهي، ببركة الصلاة على النبي صلى الله عليه وسلم - إذ كان يواظب عليها من غير ملل ولا كلل ولا فترة - أمدّه الله بفيض الأنوار بواسطة الشيخ عبد القادر الجيلي رضي الله عنه، وجدّه الرسول صلى الله عليه وسلم، فشاهد من عجائب الملكوت... وكساه الحق سبحانه وتعالى حلّة الدعوة إليه، وتوّجه تاج الهداية والإرشاد إليه، فنادى مناد الحضرة: (يا أيها الناس أجيبوا داعي الله) مرات، ليتأتى له الإرشاد والدعوة... فقام بما قلّده الحق سبحانه وتعالى به، وأهّله من الدعوة إليه والدلالة عليه، فجعل يدعو إلى الله ويدلّ عليه..».

### أسبابها
تتمثل في فساد مجتمعه مجتمع الهوسا بانتشار الفسق والجهل فيه، وابتعاد عامة المسلمين عن تعاليم دينهم الحقيقية؛ فقد وجد في هذه البلاد من أنواع الكفر والعصيان أمورا فظيعة، وأحوالا شنيعة، حتى لا يكاد يوجد فيها من صحّ إيمانه إلا النادر القليل، ولا يوجد في غالبها من يعرف التوحيد ويحسن العبادات.
وقد صوّر لنا الشيخ محمد بَلُّلو طبقات الكفار المشركين، وحال ما تبقّى من شعائر الإسلام والمسلمين في ذلك الوقت؛ وهي على النحو التالي:
1. «كفار، يعبدون الأحجار والجن، ويصرحون على أنفسهم بالكفر، ولا يصلون، ولا يصومون، ولا يزكون، ويسبّون الله، ويقولون في حقه ما لا يليق في جنابه الأعلى، وهؤلاء غالب عامة السودانيين الذين يقال لهم: ماغذاوا [Maguzawa]، وبعض عتات الفلاتيين والتوارك».
2. «قوم يقرّون بالتوحيد، ويصلّون ويصومون ويزكّون، من غير استكمال شروط، بل يأتون في ذلك كله بالرسم والعلامة، مع أنهم يخلطون هذه الأعمال بأعمال الكفر الذي ورثوه من آبائهم وأجدادهم، وبعضهم من قبل نفسه.. وغالب ملوك هذه البلاد وجنودهم وأطبائهم وعلماؤهم من هذا القبيل».
3. فهم «منهمكون في المعاصي الجاهلية، متأنسين بها، جارين فيها مجرى المباحات، حتى كأنها لم يرد فيها نهي، وهي خصال كثيرة أقاموا عليها، وهؤلاء أكثر عامة الفلانيين، وبعض مسلمي السودان».
4. «قوم مؤمنون عارفون بالتوحيد كما ينبغي، محسنون للوضوء والغسل والصلاة والزكاة والصوم، عاملين بذلك كما ينبغي، وهؤلاء النادر القليل».

فبهذه الأسباب تمسك الشيخ ابن فودي، فقام بتجديد الدين عن طريق: إرشاد الناس إلى طاعة الله تعالى، وتصحيح عقائدهم، وتعليمهم أصول وأحكام دينهم، وهدم العوائد الردية، وإخماد البدع الشيطانية، وإحياء السنة المحمدية، فسارع إليه الناس، فجعل الناس يدخلون في الإسلام أفواجا.

## تدريسه
كان له مجلسين: أحدهما للتدريس والآخر للوعظ والإرشاد:
1. مجلس التدريس: يقوم فيه بتفسير القرآن الكريم وبثّ علوم الحديث والفقه والتصوف وغيرها، وذلك يوميا بعد صلاتي العصر والعشاء.
2. مجلس الوعظ والإرشاد: كان يخرج له ليلة كل جمعة، أو في بعض الليالي، وكان يحضره جمع غفير؛ رجالا ونساء، وكثيرا ما يخرج إلى القرى القريبة والبلدان المجاورة ويمكث فيها أياما أو شهورا ثم يرجع إلى قريته (طَقِل).

وكان يستفتح كلامه بخطبتين:
1. خطبة الشيخ عبد القادر الجيلاني، يقول ابنه الشيخ الإمام محمد بللو: «كان رضي الله عنه يستفتح كلامه في مجلس الوعظ بخطبة إمامه الشيخ عبد القادر الجيلي رضي الله عنه وهي: الحمد لله رب العالمين – ويسكت – ثم يقول: الحمد لله عدد خلقه، ورضا نفسه، وزنة عرشه، ومداد كلماته، ومنتهى علمه، وجميع ما شاء، وذرأ وبرأ عالم الغيب والشهادة الرحمن الرحيم الملك القدوس العزيز الحكيم، أشهد أن لا إله إلا الله وحده لا شريك له، له الملك وله الحمد، يحي ويميت بيده الخير وهو على كل شيء قدير، وأنّ محمدا عبده ورسوله، أرسله بالهدى ودين الحق ليظهره على الدين كله ولو كره المشركون، اللهم اصلح الإمام والأمة، والراعي والرعية، وألِّف بين قلوبهم بالخيرات، وادفع شرّ بعضهم عن بعض، اللهم أنت العالم بذنوبنا فاغفرها، وأنت العالم بعيوبنا فاسترها، لا ترنا حيث نهيتنا، ولا تفقدنا من حيث أمرتنا، أعزنا بالطاعة ولا تذلنا بالمعصية، واشغلنا بك عمن سواك، واقطع عنا كل قاطع يقطعنا عنك، وألهمنا ذكرك وشكرك وحسن عبادتك ولزوم طاعتك. ثم يشير إلى تلقاء وجهه بأصبعه ويقول: لاإله إلا الله، ما شاء الله لا قوة إلا بالله العلي العظيم، اللهم لا تحيينا في غفلة، ولا تأخذنا على غرة ((ربنا لا تؤاخذنا إن نسينا أو أخطأنا ربنا ولا تحمل علينا إصرا كما حملته على الذين من قبلنا ربنا ولا تحملنا مالا طاقة لنا به واعف عنا واغفر لنا وارحمنا أنت مولانا فانصرنا على القوم الكافرين))».
2. خطبته المشهورة (في رؤوس مؤلفاته ورسائله)، وهي: الحمد لله رب العالمين، وأفضل الصلاة وأتم التسليم على سيدنا محمد وعلى آله وصحبه أجمعين، ورضي الله تعالى عن السادة التابعين، والعلماء العاملين، والأئمة الأربعة المجتهدين، ومقلديهم إلى يوم الدين.

وربما ذكر بعد الخطبة حديث: (إنما الأعمال بالنيات وإنما لكل امرإ ما نوى). ثم يقول: أصلحوا نياتكم في أموركم كلها، في العبادات وغيرها، فمن كان يصلي فليصل لله، ومن كان يصوم فليصم لله، وهكذا في سائر العبادات. وكان لا يضجر ولا يسأم من سامعيه، مع أنّ كثيرا منهم من العوام ذوي سوء أدب، كما لا يستحي أحدا منهم؛ وإن كانوا شيوخا جلة أو علماء حسدة، بل يتكلم على الجميع، لا يواجه بخطابه أحدا دون آخر، وربما ألقى سؤالا وهو في أثناء كلام فيسكت له فيجيب.
وكان كلامه في مجالسه العلمية يدور حول النقاط المهمة التالية:
1. أصول الدين: يعلمهم حقيقة الإيمان بالله تعالى ورسله وكتبه والملائكة، وما يجب وما يجوز وما يستحيل في حقه تعالى، وفي حق الرسل عليهم الصلاة والسلام، وغير ذلك مما يجب الإيمان به (على مذهب أهل السنة والجماعة)؛ كعذاب القبر والحساب والصراط والكوثر ودوام الجنة والنار لأهلها ورؤية الله تعالى.
2. الفقه: يعلم الناس كيفية الاستبراء (الاستنجاء)، ويصف لهم: الوضوء والغسل والتيمم والصلاة والسهو والزكاة ووالصوم والحج واليمين والنذر والنكاح والبيع وغيرها.
3. التصوف: يعلم الناس حفظ الأعضاء الظاهرة والباطنة من المعاصي، وصفات القلب (المهلكات والمنجيات)، ليتحلى المسلم بالمنجيات ويتخلى عن المهلكات.
4. الحثّ على اتباع السنة واجتناب البدعة.
5. إخماد البدع والخرافات الشيطانية.
6. ردّ أوهام طائفة ظهرت في عصره: كانوا يكفرون كل من لم يشتغل بالتوحيد على منهجهم ونمطهم، وحرموا نكاح وأكل ذبائح عوام المسلمين، إلا من كان على شاكلتهم، كما انتهكوا حرمة خواص المسلمين، وتناولوا فقهاء وقتهم، ووقعوا في أهل العلم والدين... حيث ألف الشيخ أكثر من خمسين (50) كتابا في الرد عليهم، كما له معهم وقائع ومناظرات أجاد فيها وكشف عن ساق الحق والحقيقة.
7. رد أوهام المتصوفة (أو غلاة الصوفية): وقد ظهروا في ذلك الوقت بدعوى الكشف والولاية، وانقبضوا في زي الوقار والتقشف – إرصادا للدنيا وحطامها - مع أنهم لم يعرفوا بعض ما يجب عليهم من فروض الأعيان، فغروا من على شاكلتهم من الحمقى.
8. بث العلوم الشرعية، وتحرير المشكلات فيها.

## مراحل تصوفه
الحقيقة الثابتة والمقرّرة في مصنفات الشيخ عثمان بن فودي وأبنائه وتلاميذه هي أنه نشأ صوفيا على منهج الشيخ عبد القادر الجيلاني، وعليه بنى دعوته الإصلاحية في بلاد هوسا إلى أن فتحها الله تعالى عليه، وأقام فيها إمبراطورية إسلامية عظيمة والأولى من نوعها في التاريخ الإسلامي الإفريقي، وكذلك جميع أبنائه وإخوانه.
- مرحلة ما قبل الجهاد:

نعني بهذه المرحلة: الثلث الأول في حيات ابن فودي، أي خلال عام (1754م - 1774م)، وهي الفترة التي بدأ فيها كمريد في الطريقة القادرية، بعدما أخذها من شيخه جبريل بن عمر، والذي لقنه هو وأخوه عبد الله بن فودي (كلمة التوحيد)، وألبسهما الخرقة الصوفية القادرية، وأجازهما فيها بسنده المتصل إلى الشيخ عبد القادر الجيلاني.
- مرحلة الجهاد:

أ‌-	قُبيل الجهاد:
نعني بهذه المرحلة: الثلث الثاني في حياة ابن فودي، أي خلال عام (1774م – 1794م)، وهي الفترة التي بدأ استعداده في الجهاد - كما يخبرنا بذلك الشيخ عبد الله بن فودي - وذلك لما رأى كثرة جماعته وطلبها مفارقة الكفار، فجعل يحضّهم على السِّلاح، ويقول لهم: إن استعداد السلاح سنة، وجعل يدعو الله – متوسلا بشيخه الجيلاني - أن يريه ملك الإسلام في هذه البلاد السودانية، ونظم ذلك في (قصيدته القادرية) العجمية، فعرّبها الشيخ عبد الله في قوله:
يا رب عالم باطن كالظاهــر 	أجــب الذي يدعو بعبــد القادر
إن كنت لم أحسن فشيخي محسن 	إني لـمُنتســــــب لعبد القادر
أرني بدينك غالبا في هذه الـ ـبلدان مـــن درجات عبد القادر
ب‌-	أثناء الجهاد:
حيث اشتعلت نيران الحرب بين جماعة الشيخ والكفار، وفي هذه المرحلة أيضا رأينا الشيخ عبد الله بن فودي يقرّ بأنّ الشيخ عثمان لم يزل يلّـقب بأحب الألقاب إليه وهو (القادري)، وذلك في معرض حديثه عن انتصارات الجيش الذي قاده الشيخ محمد بللو بن الشيخ عثمان لـقتال كفار (غُوار) الطغاة، يقول عنهم:
يخــرّبون ديار الكفـر إن نزلوا 	بدار كفر فساءت حال ذي الدار
أمامهم دعـــــوات القادري لنا أمامنا راجمات جـــــمع كفار
ويذكر لنا الشيخ عبد الله بن فودي في أبيات أخرى: أنّ جماعتهم هذه جيوشا للطريقة القادرية، وأنّ جهادهم قد أقيم تحت رايتها، استمع إليه وهو يحدثنا عن انتصار جيشه الذي جهّزه وقاده لـقتال أهل بلاد (غرمَ) الواقعة وراء بحر (كُوار)، حيث خاض جيشه القادري البحر وسار إلى بلد (سَنبلقوا) و (جُوروري)، ففتحوها وقتلوا وسبوا ورجعوا إلى الوطن:
وكفارها قد ثلَّ بالجيش عرشهـم 	فشتــّتَ (سَنبَلقوا) وزلّت به النعـلُ
كذلك (جورُوري) تشتتَ جـــمعها 	وحلّ على أرجائها الأُسر والقـــتـل
بأيدي جموع قادة قادريـــــة 		سيوف أمير المؤمنين به تعلـــــو

## وصلات خارجية
- عثمان دان فوديو على موقع الموسوعة البريطانية (الإنجليزية)